# 黄三文
黄三文（1971年9月—），湖南岳阳人，农学家，中国热带农业科学院院长、中国科学院院士，主要从事植物基因组学和作物遗传育种领域的研究。

## 生平
黄三文于1989年考入北京农业大学（今中国农业大学），1993年、1996年先后获学士、硕士学位。毕业后任职于中国农业科学院蔬菜花卉研究所，从事蔬菜遗传育种研究。2000年赴荷兰瓦赫宁恩大学植物育种系留学，师从埃弗特·雅各布森（Evert Jacobsen），2005年获博士学位。此后回到农科院蔬菜花卉研究所任职，任生物技术室研究员、室主任。2017年起任中国农业科学院农业基因组研究所所长。2021年至2022年间担任中国农业科学院副院长。2022年出任中国热带农业科学院院长。2025年6月任中国农业科学院院长。
黄三文是深圳市政协常委、第十四届全国政协委员，并担任中国植物生理与植物分子生物学学会副理事长、中国植物学会副理事长等职。2023年当选中国科学院生命科学和医学学部院士。